# Kościół Lutra w Plauen
Kościół Lutra w Plauen (niem. Lutherkirche Plauen) – zabytkowy kościół luterański zlokalizowany przy Dobenaustraße 2 w Plauen (Saksonia, Niemcy).

## Historia
Kamień węgielny pod budowę obiektu położono 24 sierpnia 1693. Kościół wzniesiono jako cmentarny. Budowa, z uwagi na problemy finansowe i działania wojenne, trwała 29 lat. Został konsekrowany 10 grudnia 1722 jako Gottesackerkirche pod wezwaniem św. Bartłomieja. Uległ uszkodzeniom podczas wojen napoleońskich w latach 1813–1815. Służył m.in. jako szpital dla jeńców rosyjskich, o czym przypomina kamień pamiątkowy od strony południowej. W 1816 został ponownie poświęcony. W 1849 przestał być kościołem cmentarnym. Rozpoczęto tutaj normalna działalność duszpasterską. W 1883 (w roku 400-lecia urodzin Marcina Lutra) został konsekrowany jako luterański. Stary cmentarz otaczający kościół został zamknięty w 1866 (zamieniono go na Lutherplatz). W latach 1900–1901 nastąpiły w kościele luterańskim istotne zmiany strukturalne. Przekształcono wówczas obiekt w kościół parafialny. Utworzono wtedy nowe wejście główne. W końcu II wojny światowej świątynię zbombardowano. Została odbudowana w latach 1950–1951. Podczas przemian ustrojowych w 1989 świątynia odegrała znaczącą rolę (Plauen było jedną z głównych aren tych zdarzeń).

## Ołtarz
Późnogotycki ołtarz skrzydłowy został stworzony około 1490 przez nieznanego mistrza z Erfurtu. Dolna rzeźba stojąca na ołtarzu została dodana w 1520. Pierwotnie znajdował się w lipskim Thomaskirche. Środkowa część ukazuje lamentujące kobiety i uczniów po ukrzyżowaniu Jezusa Chrystusa. Sceny z Męki Pańskiej są przedstawione na prawym i lewym skrzydle bocznym. U góry po lewej biczowanie Jezusa, u góry po prawej szyderstwo i koronowanie cierniem, u dołu po lewej okazanie ludowi przez Piłata („Ecce homo”), a u dołu po prawej rzadki przedstawienie przygotowania do ukrzyżowania. W centrum znajduje się przedstawienie Ukrzyżowania. Ponad tymi scenami, w czarnym polu znajduje się medalion z imieniem Boga po hebrajsku („JHWH”). Jeszcze wyżej posadowiono wizerunek zmartwychwstałego Chrystusa Zwycięzcy, pokonującego śmierć i szatana. Po lewej i prawej stronie ukazani są św. Maria Magdalena i św. Tomasz (świadkowie Zmartwychwstania). U podstawy obu tych postaci wyłaniają się cztery anioły, trzymające w dłoniach narzędzia Męki Pańskiej. Po zamknięciu ołtarza widoczne są cztery obrazy tablicowe – od lewej: św. Jan Chrzciciel, Chrystus jako Mąż Boleści, Matka Boża i św. Jan Ewangelista.

## Epitafia
W kościele znajdują się różne płyty epitafijne, w tym dwie barokowe. Jedna upamiętnia Johanna Davida Taubera, burmistrza Plauen w XVIII wieku. Druga Johannę Margarethę z domu von der Burgk z dwoma kolejno zmarłymi mężami: Johannem Friedrichem Leuchtem (po lewej) i Johannem Balthasarem Myliusem, z których obaj także byli burmistrzami Plauen. Ten drugi to zmarły w 1694 fundator kościoła, którego nagrobek znajduje się za ołtarzem.

## Organy
Pierwsze organy dla świątyni zbudował lipski organmistrz, Johann Gottlob Mende. Obecne to instrument pneumatyczny z warsztatu Jehmlicha w Dreźnie. Został posadowiony w 1926, przebudowany w latach 50. XX wieku i poddany remontowi w 1979. W 2022 w kościele zostały wstawione nowe organy, których poświęcenie zaplanowane jest w dniu 6 listopada 2022.

## Dzwony
Wieża o wysokości 39 m zawiera trzy brązowe dzwony. Zostały one odlane w 2010 w Innsbrucku przez przedsiębiorstwo Grassmayr. Stare dzwony eksponowane są na zewnątrz kościoła.

## Galeria

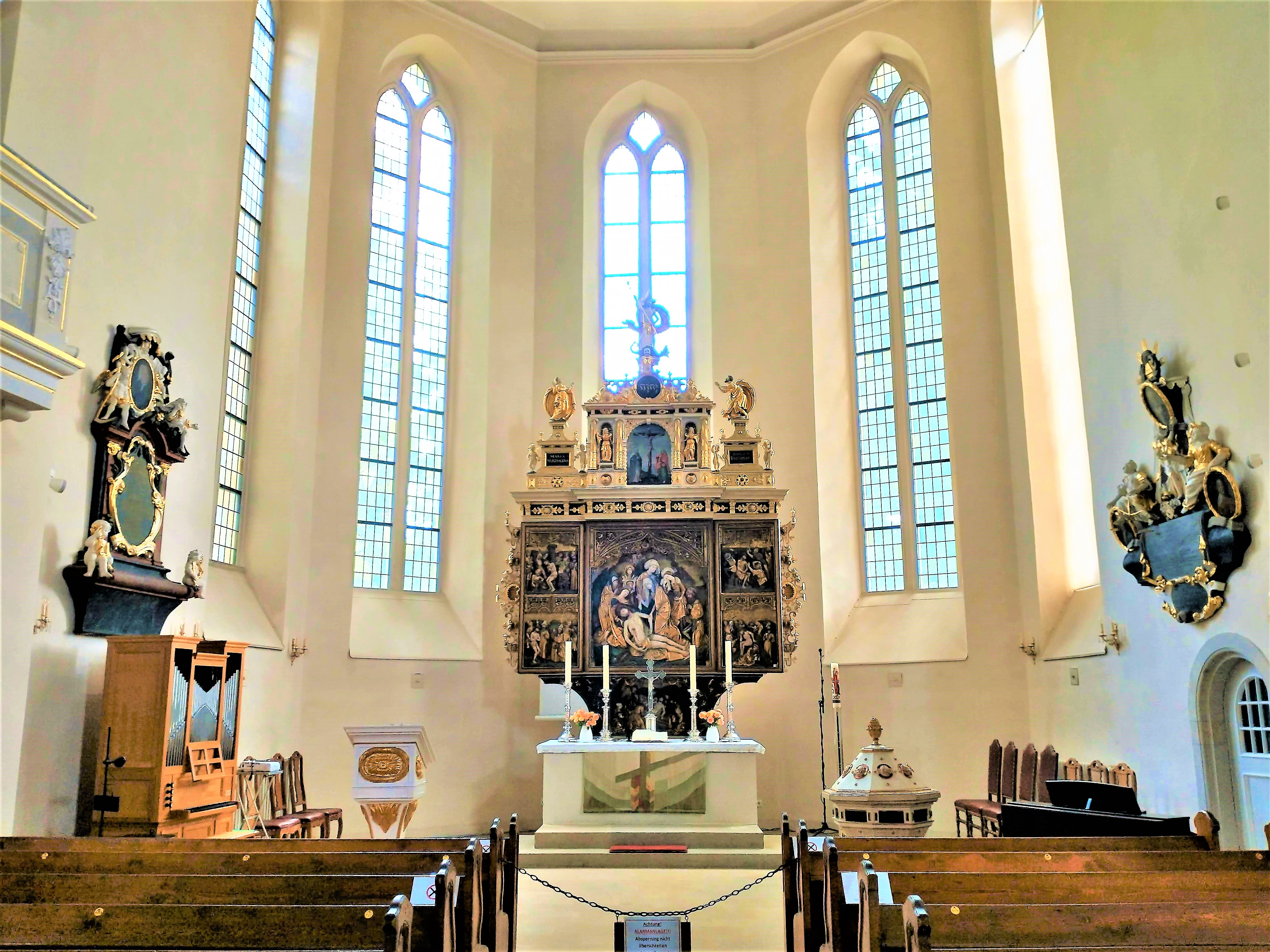
Wnętrze i ołtarz
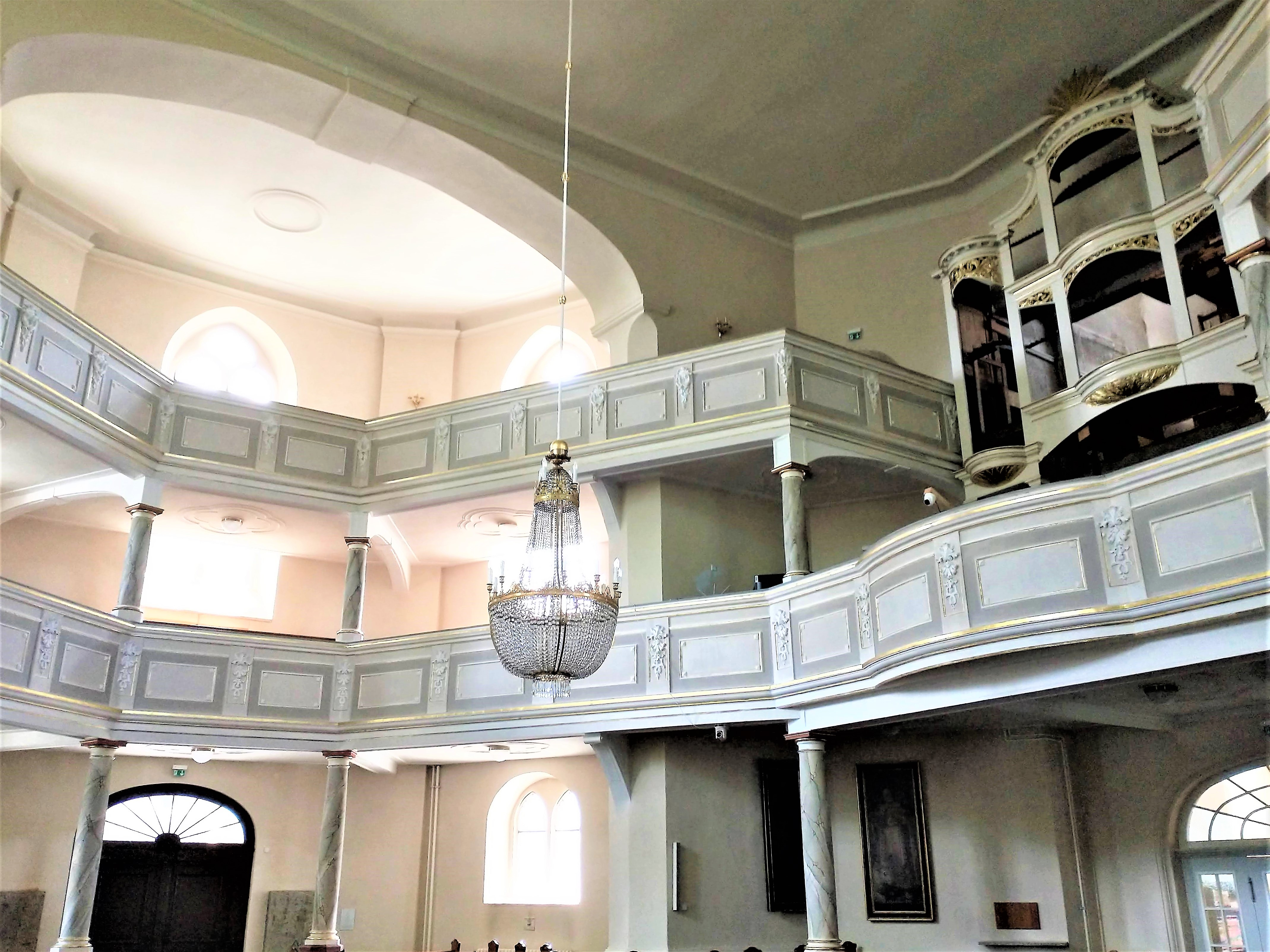
Balkony dla wiernych
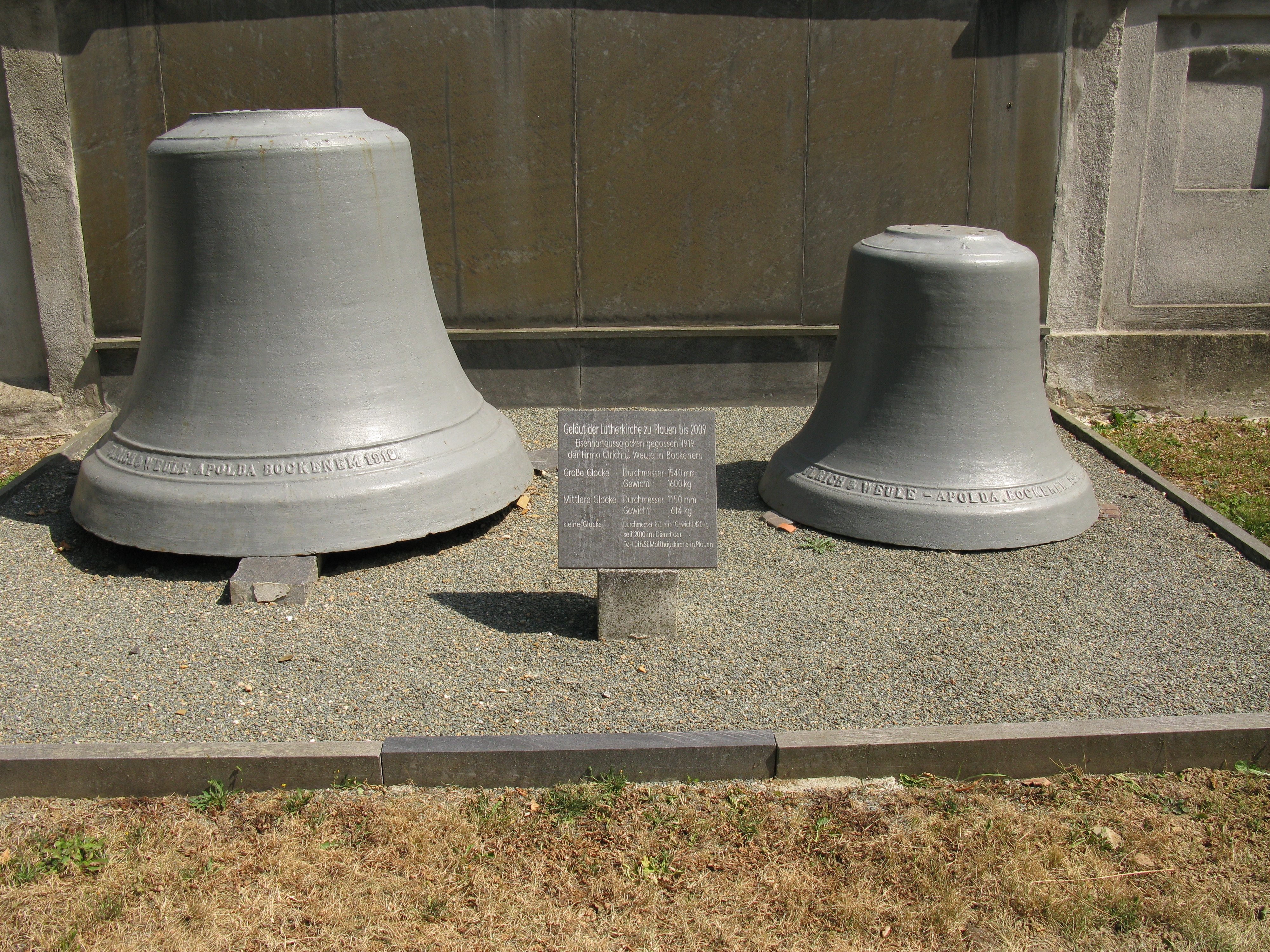
Stare dzwony